# Station Deventer
Station Deventer (afkorting: Dv) is het spoorwegstation van Deventer, gelegen aan de IJssellijn (Arnhem - Zwolle; geopend 1865-1866) en aan de lijn Apeldoorn - Almelo (geopend 1887-1888). In het verleden was Deventer ook het beginpunt van de OLDO, de lokaalspoorlijn naar Ommen via Raalte (geopend 1910, gesloten 1935). Het oorspronkelijke station van Deventer werd geopend op 5 augustus 1865.

## Geschiedenis
In 1860 werd besloten de belangrijkste steden in Nederland te verbinden met spoorlijnen. De Staat zorgde voor de aanleg van deze zogenaamde "Staatslijnen". Staatslijn A werd aangelegd om plaatsen als Arnhem, Zutphen, Deventer, Zwolle, Heerenveen en Leeuwarden met elkaar te verbinden. Op 5 augustus 1865 kon het eerste station van Deventer worden geopend en was de stad per spoor verbonden met Arnhem. Het traject naar Zwolle kwam ruim een jaar later gereed. De exploitatie werd verricht door de Maatschappij tot Exploitatie van Staatsspoorwegen (SS).

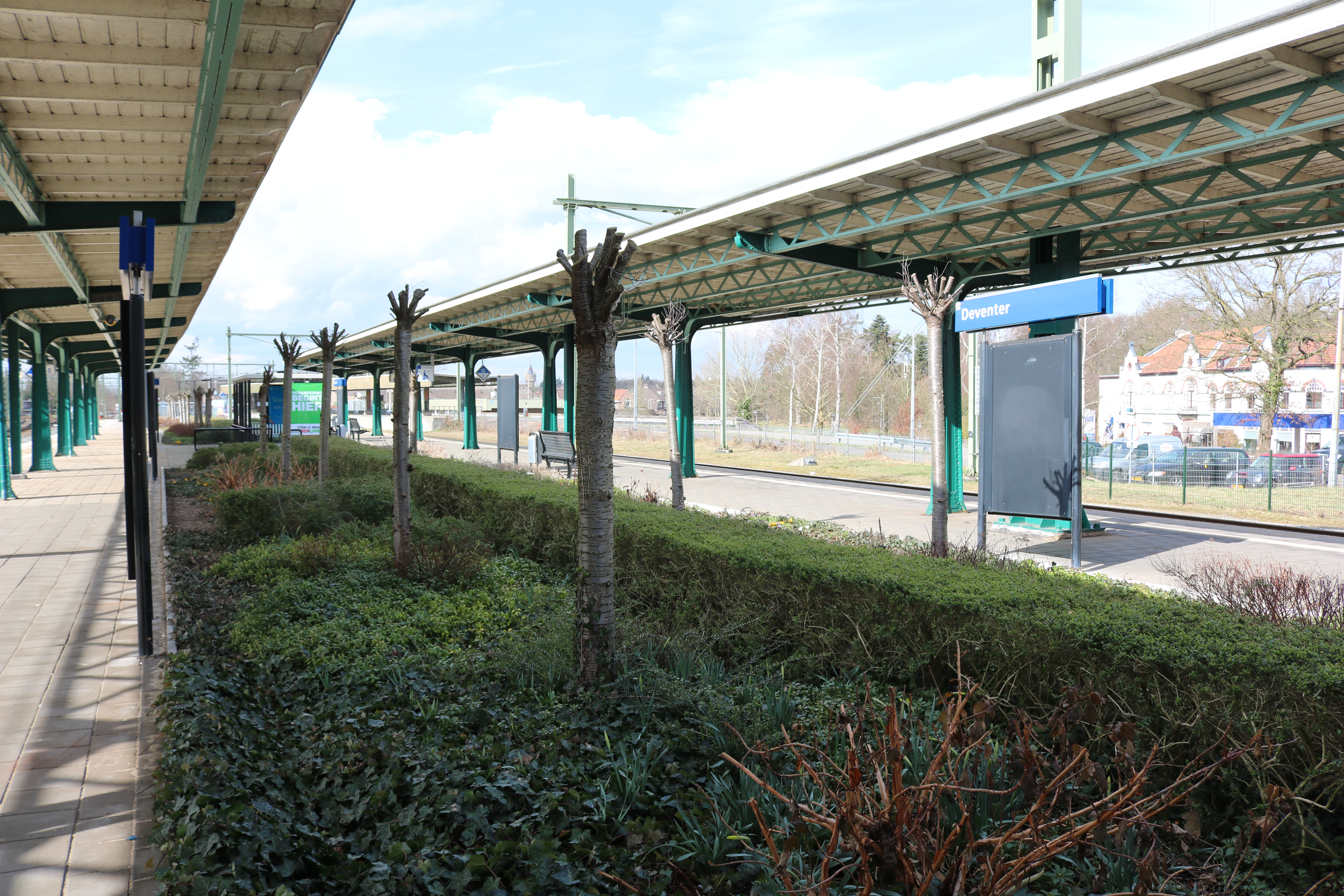
Dichtgegooid zakspoor voor de voormalige spoorlijn naar Ommen

Ruim twintig jaar later, in 1887, legde de Koninglijke Nederlandsche Locaalspoorweg-Maatschappij de spoorlijn Apeldoorn - Deventer aan. Een jaar later werd de lijn doorgetrokken naar Almelo. De Hollandsche IJzeren Spoorweg-Maatschappij (HIJSM) zorgde voor de exploitatie. Aangezien SS en de HIJSM concurrenten waren, kreeg de spoorlijn een eigen station. De spoorlijnen kruisten elkaar gelijkvloers ten noordwesten van beide stations. De lijn was aangelegd als lokaalspoorlijn maar werd al binnen vijf jaar omgebouwd tot hoofdspoorweg.
Weer ruim twintig jaar later, in 1910, werd de spoorlijn naar Raalte en Ommen geopend. De Overijsselsche Lokaalspoorweg-Maatschappij Deventer - Ommen zorgde voor de aanleg. De exploitatie werd verricht door SS, zodat het station van SS gebruikt kon worden. In diezelfde tijd werd begonnen met de aanpassing van de spoorlijnen in Deventer. De spoorlijnen werden opgehoogd om ongelijkvloerse kruisingen met het wegverkeer mogelijk te maken. Ook kwam er één gezamenlijk station voor alle lijnen. Het huidige stationsgebouw stamt uit 1914, de gebouwen op het eilandperron zijn gebouwd in 1920.

### Treinverbindingen
Nadat de lokaallijn tussen Apeldoorn en Almelo was opgewaardeerd tot hoofdspoorweg, werd de lijn een steeds belangrijker oost-westverbinding. Bij de fusie tussen SS en HSM in 1917 werd dan ook besloten de spoorlijn te verdubbelen. Ook de lijn tussen Zwolle en Zutphen werd niet lang daarna verdubbeld. Beide spoorlijnen zijn begin jaren 50 geëlektrificeerd. Deventer werd hiermee een belangrijk kruispunt van spoorlijnen uit alle windrichtingen. Tussen het noorden en het zuiden rijden al sinds jaar en dag de doorgaande (snel)treinen tussen Zwolle en Nijmegen en verder. In de jaren 50 en 60 hadden deze als eindbestemming afwisselend Roosendaal en Eindhoven. Op de andere lijn rijden de treinen tussen de Randstad enerzijds en Twente en Duitsland anderzijds.
Bij de invoering van het consequente dienstregelingconcept Spoorslag '70 kregen de lange-afstandsverbindingen een vast uurpatroon. De intercity's tussen Zwolle en het zuiden reden hierbij eenmaal per uur tot Roosendaal en eenmaal per uur door naar Vlissingen. Echte intercity's waren het in de beginjaren nog niet. Eenmaal per uur werden de stations Olst en Wijhe overgeslagen, daarnaast werd niet gestopt op de stations tussen Zutphen en Arnhem. Later werden meer stations voorbijgereden. Vanaf begin jaren 90 reden alle treinen tot Roosendaal. Tijdens de dienstregelingen van 2007 en 2008 was de dienst ingekort tot Zwolle - Nijmegen.
Ook de Intercity's tussen de Randstad en Twente en Duitsland anderzijds rijden sinds 1970 in een vast uurpatroon. Het ene halfuur reden de treinen tussen Amsterdam en Enschede en het andere halfuur reed de trein tussen Rotterdam / Den Haag en Enschede. In eerste instantie reed de trein van/naar Den Haag en Rotterdam tussen Deventer en Enschede als stoptrein. Later werd deze trein in Deventer gesplitst en reed het Haagse deel als stoptrein. Deze situatie heeft tot halverwege de jaren 90 geduurd. Sindsdien rijdt er een aparte stoptrein tussen Deventer en Enschede (later Almelo) en blijft van de intercity vaak een deel in Deventer achter. De intercity's naar Amsterdam kregen in 1986 Hoofddorp als eindbestemming, vanaf 1995 werd de trein gesplitst in een deel naar Amsterdam en een deel dat via de Zuidtak naar Schiphol reed. Vanaf 2007 rijden deze treinen alleen nog tussen Schiphol en Enschede en is het Centraal Station van Amsterdam niet meer rechtstreeks vanuit Twente te bereiken.

#### Vanaf dienstregeling 2007
Bij de dienstregeling die inging in december 2006 is een aantal grootschalige wijzigingen doorgevoerd. Behalve de eerder genoemde (tijdelijke) knip in de verbinding Zwolle - Roosendaal en het vervallen van Amsterdam als eindbestemming van de intercity's uit Enschede gold voor station Deventer nog een aantal andere wijzigingen. Door de opening van de stations Twello en Apeldoorn Osseveld gingen de stoptreinen uit Almelo doorrijden naar Apeldoorn. Vanaf december 2008 rijden deze stoptreinen op werkdagen tweemaal per uur. Ook kwam er een aparte intercityverbinding tussen Deventer en Amsterdam. Deze treinen rijden over het algemeen in de brede spits, maar ook op enkele andere tijdstippen verspreid over de dag en in het weekend.

#### Internationale verbindingen
Ondertussen rijden er al sinds 1892 internationale treinen tussen de Randstad en Duitsland via Deventer. Dat jaar was de voormalige lokaallijn Apeldoorn - Almelo omgebouwd tot hoofdspoorweg en had de HSM via de spoorlijn Almelo - Salzbergen een eigen aansluiting op de doorgaande spoorlijn richting Hannover. Zowel vanuit Amsterdam als vanuit Hoek van Holland en Rotterdam reden dagelijks D-treinen naar Duitsland, Scandinavië en zelfs Rusland. Sprekende namen van deze treinen waren de Holland-Scandinavië Express, Nord-West Express en Hoek-Warszawa Express. De treinen bevatten doorgaande rijtuigen voor steden als Berlijn, Warschau, Kopenhagen en Moskou. Tussen de D-treinen reden ook enkele 'normale' doorgaande treinen tussen Amsterdam en steden als Osnabrück en Hannover. Vanaf 1991, enkele jaren na de val van de Berlijnse Muur en het verdwijnen van het IJzeren Gordijn, reden steeds meer internationale treinen door naar Berlijn. Door de teruglopende belangstelling reed in mei 1993 de laatste internationale trein vanuit Hoek van Holland.
Sinds de invoering van de consequente dienstregeling bij Spoorslag '70 rijden de meeste internationale treinen in de tijdsschema's van de 'Amsterdamse' intercity's. Tussen 1992 en 2006 reden de internationale treinen echter los van de overige intercity's. Rond 2010 reden de internationale treinen overdag elke twee uur tussen Schiphol en Berlin Ostbahnhof. Tot eind 2010 reed één trein per dag door naar het Poolse Szczecin Główny (Szczecin Centraal Station). Vanwege de populariteit van station Amsterdam Centraal bij internationale reizigers werd het begin- en eindpunt weer naar Amsterdam verlegd.

## Het huidige station

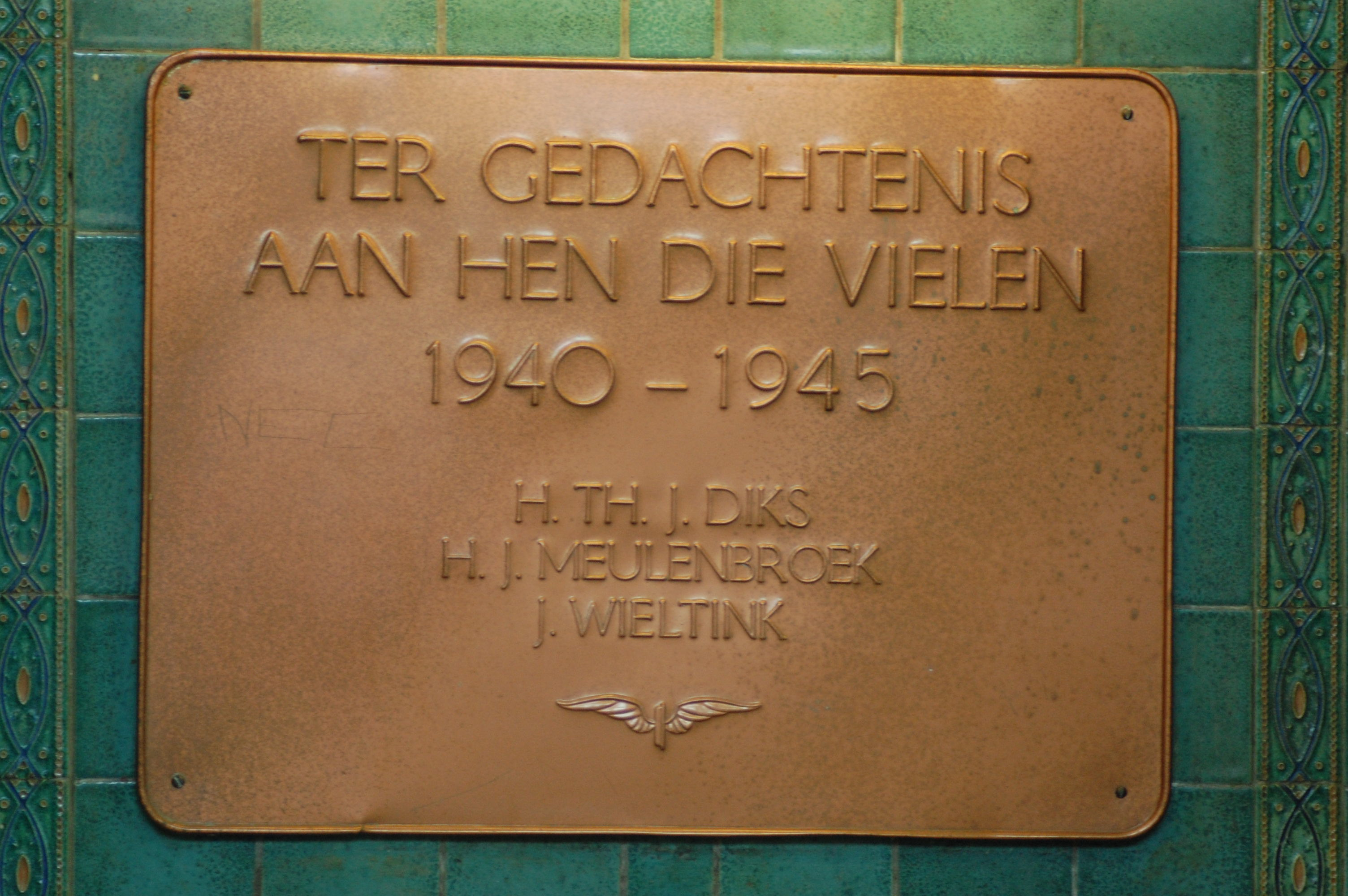
De plaquette

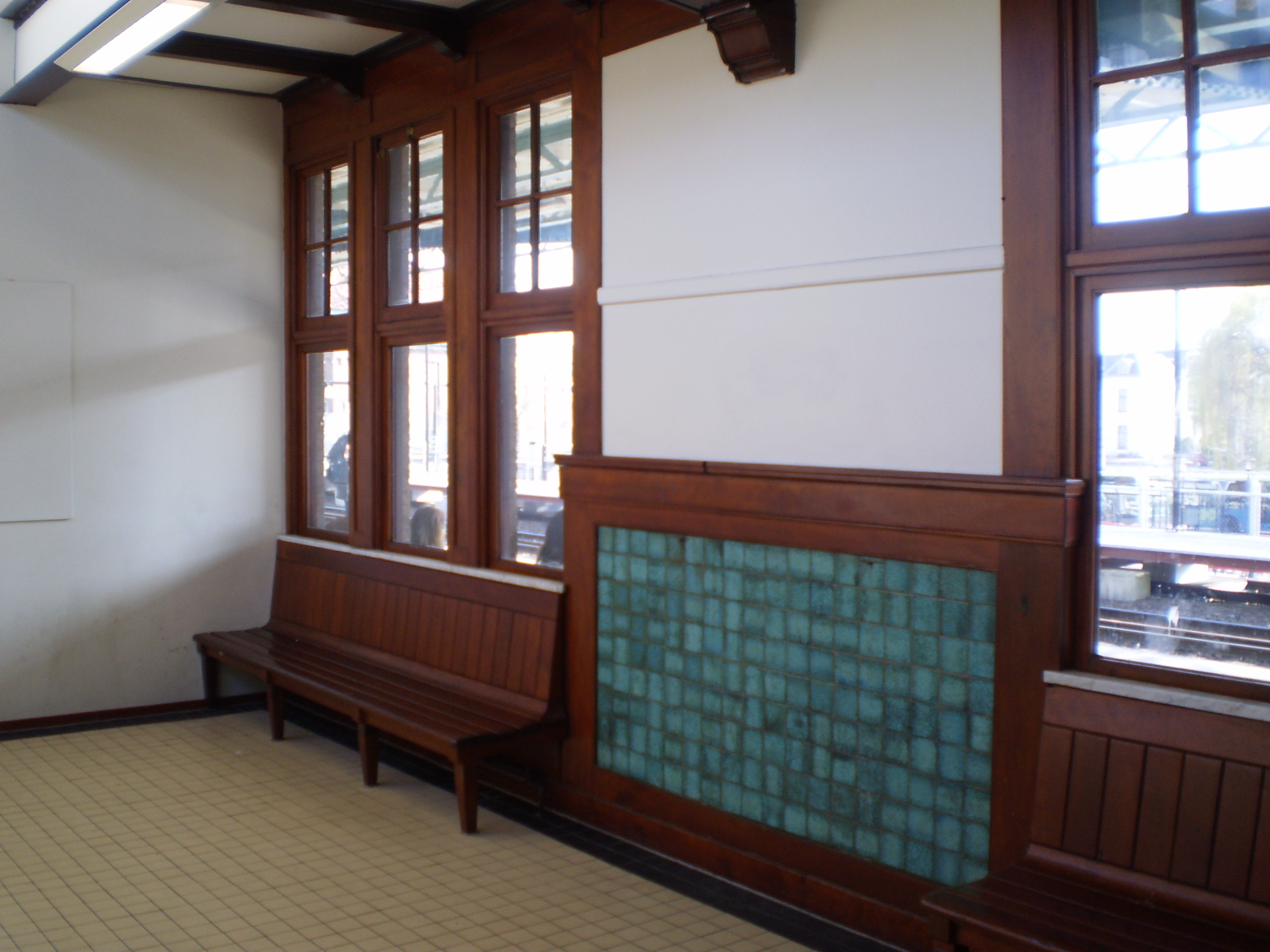
Interieur wachtruimte op Station Deventer

Het nieuwe stationsgebouw kwam op de plaats waar het voormalige SS-station stond. Het gebouw uit 1914, ontworpen door de architect H. Menalda van Schouwenburg, bestaat nog altijd. Opvallend aan het station zijn de vele oorspronkelijke kenmerken, zoals de tegeltableaus en de houten banken. Ook het vertrekpunt van de voormalige lijn naar Ommen, het zogenaamde zakspoor, is nog goed terug te vinden. Station Deventer is, samen met station Haarlem, een van de weinige stations uit het begin van de 20e eeuw in Nederland die nog zo gaaf zijn gebleven. Op het station bevindt zich ook een plaquette voor het gevallen spoorwegpersoneel met daarop drie namen.
Omdat het station slechts één (permanent) perron had, een eilandperron tussen spoor 3 en 4, was de verkeerscapaciteit al jaren een probleem en ontstonden regelmatig vertragingen doordat treinen moesten wachten totdat een van beide sporen vrij was. In afwachting van een grootschalige modernisering werd het station op 15 juni 2008 voorzien van een tijdelijk tweede perron. Dit perron werd aangelegd boven op het weinig gebruikte spoor 1, direct achter het stationsgebouw. Dit perron was van buitenaf bereikbaar, dus niet vanuit het stationsgebouw. Daardoor konden treinen niet alleen op de sporen 3 en 4, maar ook op spoor 1 stoppen. Dit maakte tevens de kwartierdienst met intercity's van en naar de Randstad mogelijk.
Op 15 juni 2014 werd spoor 1 weer in gebruik genomen.

## OV-chipkaart
Dit station is afgesloten met OVC-poorten.

## Verbindingen
Deventer heeft treinverbindingen in alle windrichtingen. Het biedt frequente verbindingen naar omliggende intercitystations als Apeldoorn, Almelo, Zwolle en Zutphen.
De volgende treinseries stoppen in de dienstregeling 2025 te Deventer:
| Serie         | Treinsoort                                    | Route | Bijzonderheden |
| ------------- | --------------------------------------------- | --- | --- |
| 140/240 IC 77 | Intercity (NS International / DB Fernverkehr) | Amsterdam Centraal – Hilversum – Amersfoort Centraal – Apeldoorn – Deventer – Hengelo – Bad Bentheim – Rheine – Osnabrück Hbf – Bünde (Westf) – Hannover Hbf – Berlin-Spandau – Berlin Hbf – Berlin Ostbahnhof     | Stopt niet in Almelo. Rijdt elke twee uur. |
| 450           | European Sleeper (European Sleeper)           | Brussel-Zuid – Antwerpen-Centraal – Roosendaal – Rotterdam Centraal – Den Haag HS – Schiphol Airport – Amsterdam Centraal – Amersfoort Centraal – Deventer – Bad Bentheim – Berlin Hbf – Dresden Hbf – Praha hl.n. | Stopt 2-3x per week. Stopt richting Brussel niet op Schiphol Airport en Den Haag HS.                                                                |
| 1500          | Intercity (NS)                                | Amsterdam Centraal – Hilversum – Amersfoort Centraal – Apeldoorn – Deventer | Rijdt op werkdagen tijdens de spits van/naar Deventer. Tussen de spitsen is dat 1x per 2 uur. Rijdt in het weekend enkele ritten van/naar Deventer. |
| 1700          | Intercity (NS)                                | Den Haag Centraal – Gouda – Utrecht Centraal – Amersfoort Centraal – Apeldoorn – Deventer – Almelo – Hengelo – Enschede                                                                                            | Rijdt na 20:00 uur tussen Enschede en Utrecht Centraal en rijdt dan vanaf Utrecht Centraal door als Intercity 2800 naar Rotterdam Centraal.         |
| 3600          | Intercity (NS)                                | Roosendaal – Breda – Tilburg – 's-Hertogenbosch – Nijmegen – Arnhem Centraal – Dieren – Zutphen – Deventer – Zwolle                                                                                                | |
| 7000          | Sprinter (NS)                                 | Apeldoorn – Deventer – Almelo – Hengelo – Enschede | Rijdt in de spits van/naar Enschede |

Bij thuiswedstrijden van FC Twente rijden er supporterstreinen als stoptrein tussen Apeldoorn en Enschede. De laatste Intercity uit de 1700-serie (richting Den Haag Centraal) rijdt in de late avond niet verder dan Utrecht Centraal. Ook rijden de drie laatste Intercity's uit de 3600-serie (richting Roosendaal) in de late avond niet verder dan Nijmegen. De twee laatsten rijden zelfs niet verder dan Arnhem Centraal.

## Voorzieningen
Bij het centraal station is een parkeergarage voor auto's onder de naastgelegen kantorenflat Leeuwenbrug. Er is een ondergrondse gratis fietsenstalling met zelfservice en camerabewaking, waar tevens een OV-fiets kan worden gehuurd. Bij het station is een standplaats voor treintaxi's en gewone taxi's. Er zijn enkele winkels op het station, waaronder AH to go en AKO. In de voormalige Van Gend & Loos ruimtes bevinden zich een cafetaria, ijssalon en Starbucks. Het urinoir dat zich sinds 1923 op het stationsplein bevond staat sinds 2004 in het Openluchtmuseum te Arnhem.

## Verbouwing
Het stationsgebied van Deventer is een belangrijk knooppunt in de stad en de regio. Rond 2010 stapten dagelijks ruim 18.000 mensen in en uit de trein op het station. De verwachting was dat dit aantal in de navolgende jaren met dertig procent zou toenemen. Besloten werd daarom het station en het stationsgebied aan te passen. De aansluiting met de binnenstad werd verbeterd en de ondergrondse betaalde fietsenstalling is vergroot tot een capaciteit van ruim drieduizend fietsen. Het vernieuwde busstation kreeg een eilandstructuur. Met de verbouwing van het station zelf is in januari 2013 aangevangen, het nieuwe perron 1 werd in juni 2014 in gebruik genomen. Sinds 2016 functioneren er bij de toegangen poortjes die alleen met een OV-chipkaart zijn te openen. Vanwege de status van rijksmonument, die het stationsgebouw heeft, ging een en ander niet zonder discussie.

## Ontwikkeling aantal reizigers
Het aantal door NS vervoerde reizigers (per gemiddelde werkdag) ontwikkelde zich sedert 2019 als volgt:
| Jaar | Aantal reizigers |
| ---- | ---------------- |
| 2019 | 25.154           |
| 2020 | 11.373           |
| 2021 | 12.661           |
| 2022 | 17.564           |
| 2023 | 20.547           |
| 2024 | 20.355           |

## Afbeeldingen

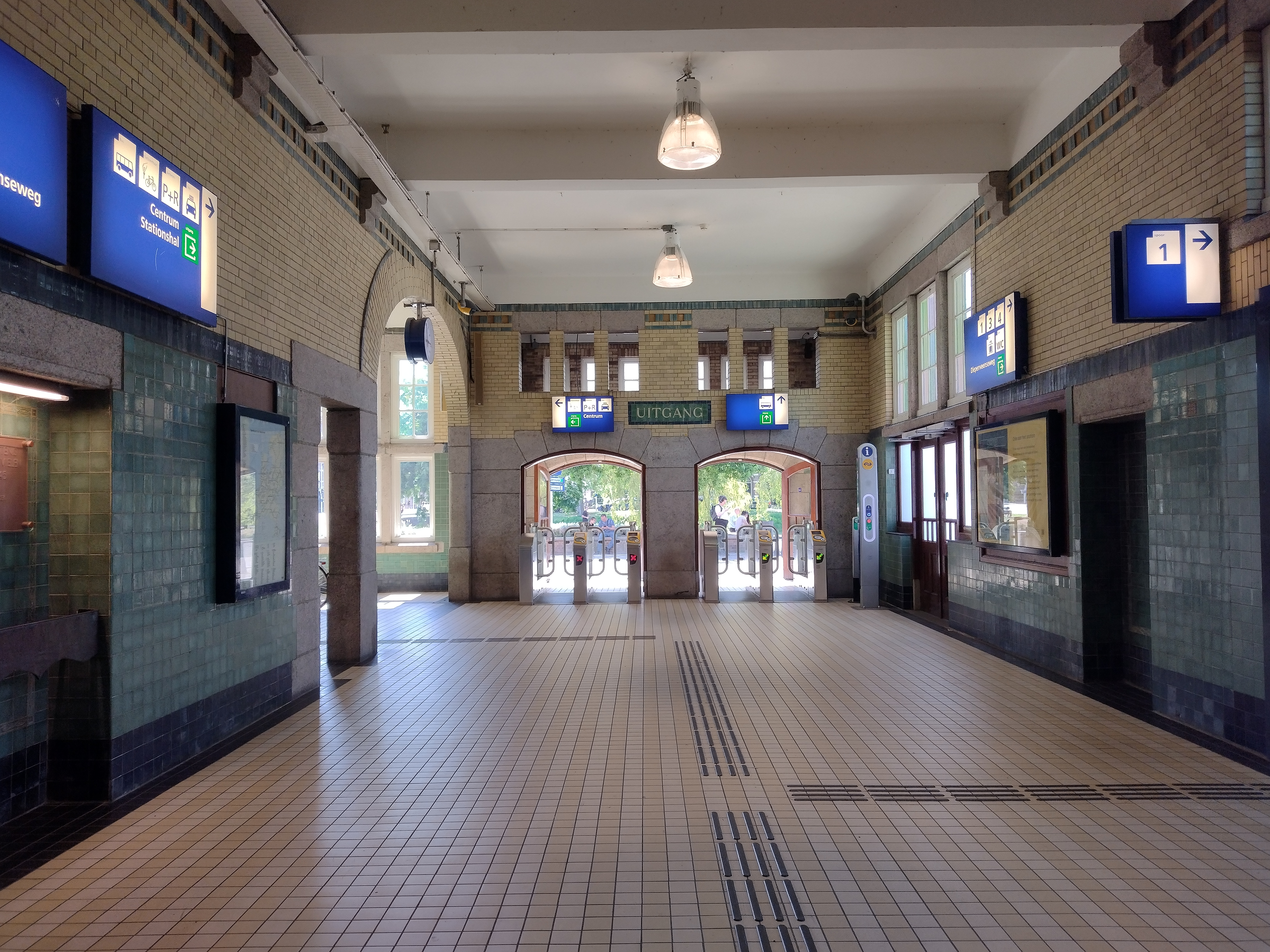
Stationshal
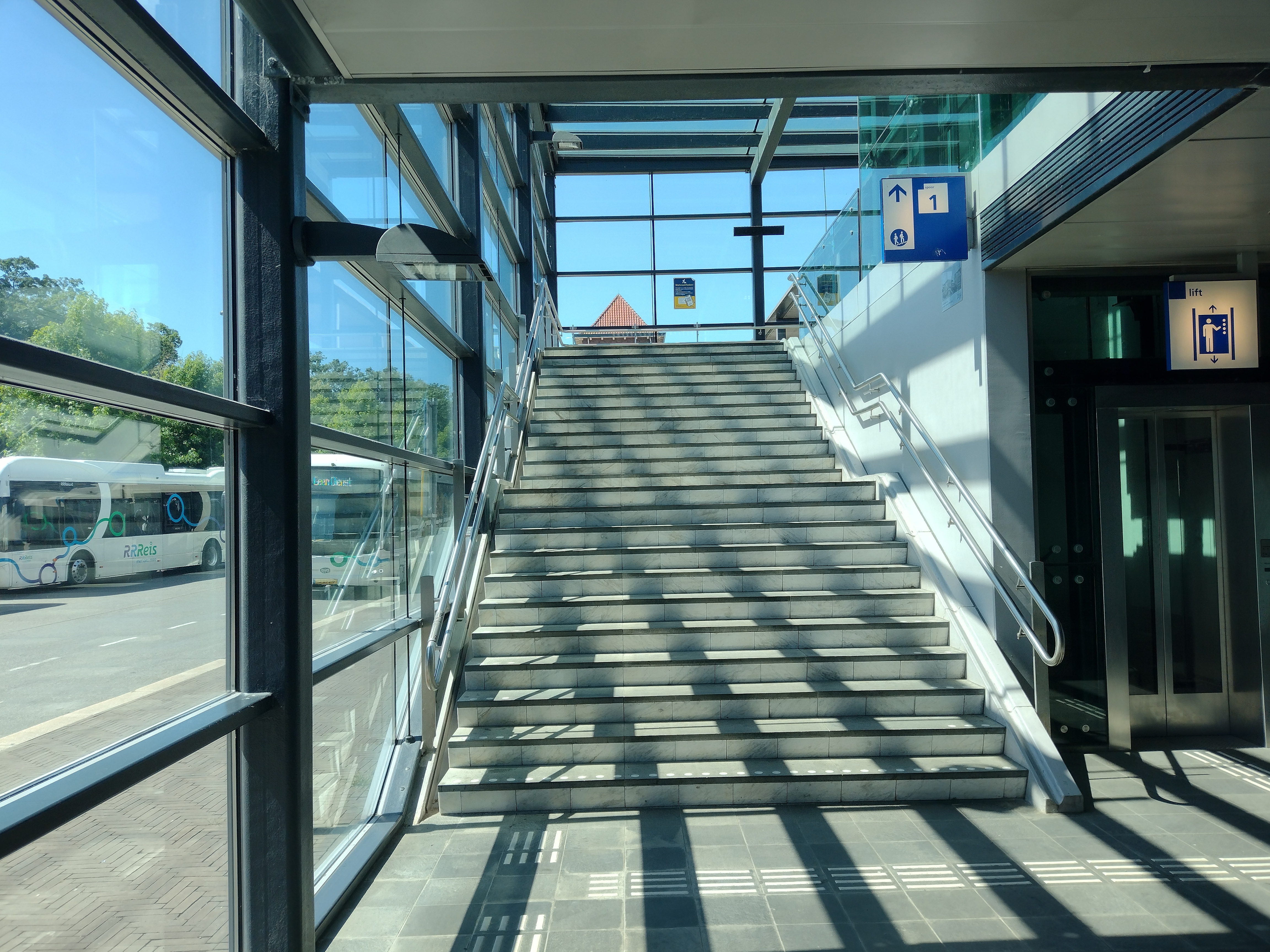
De trap naar spoor 1
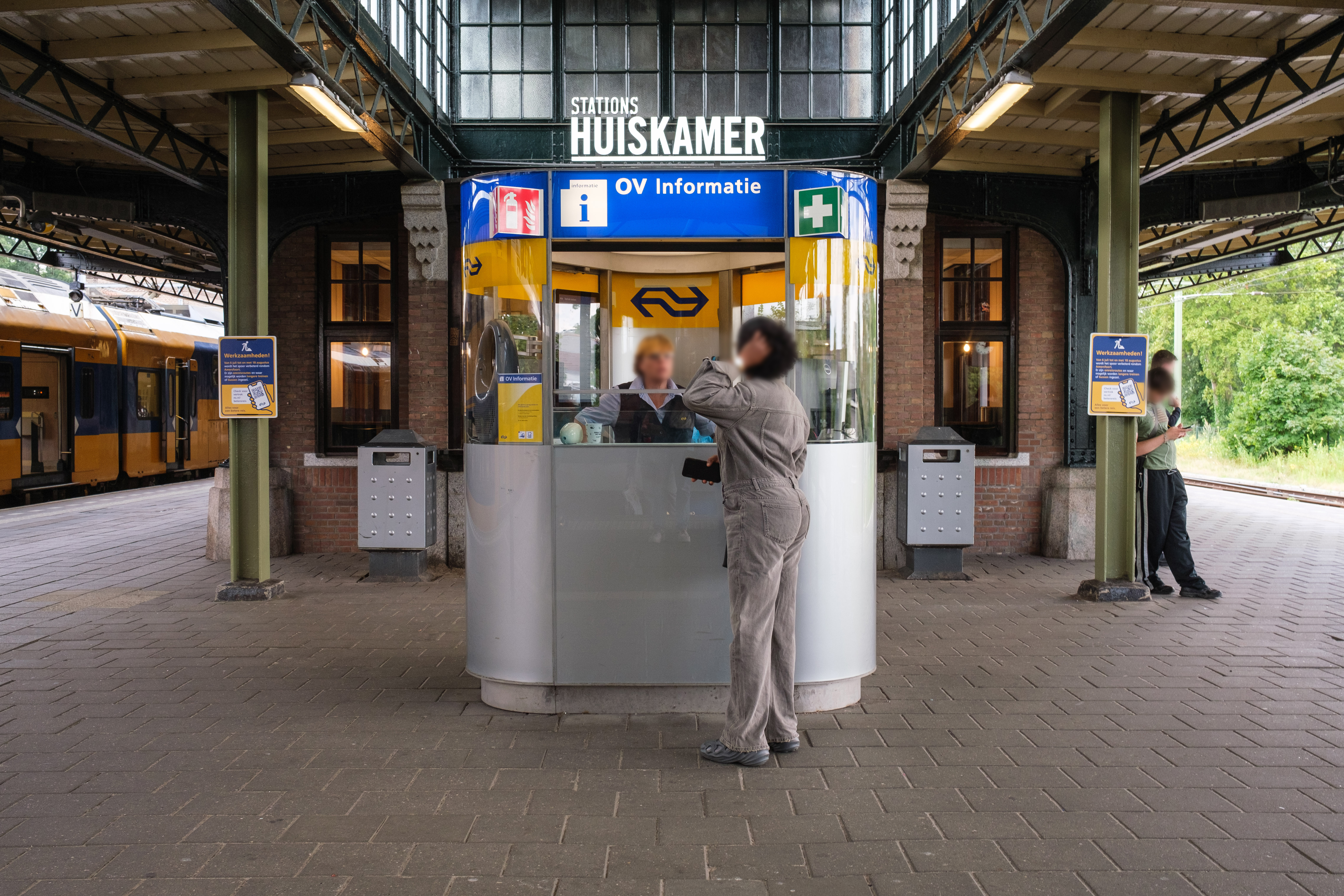
Informatiepunt
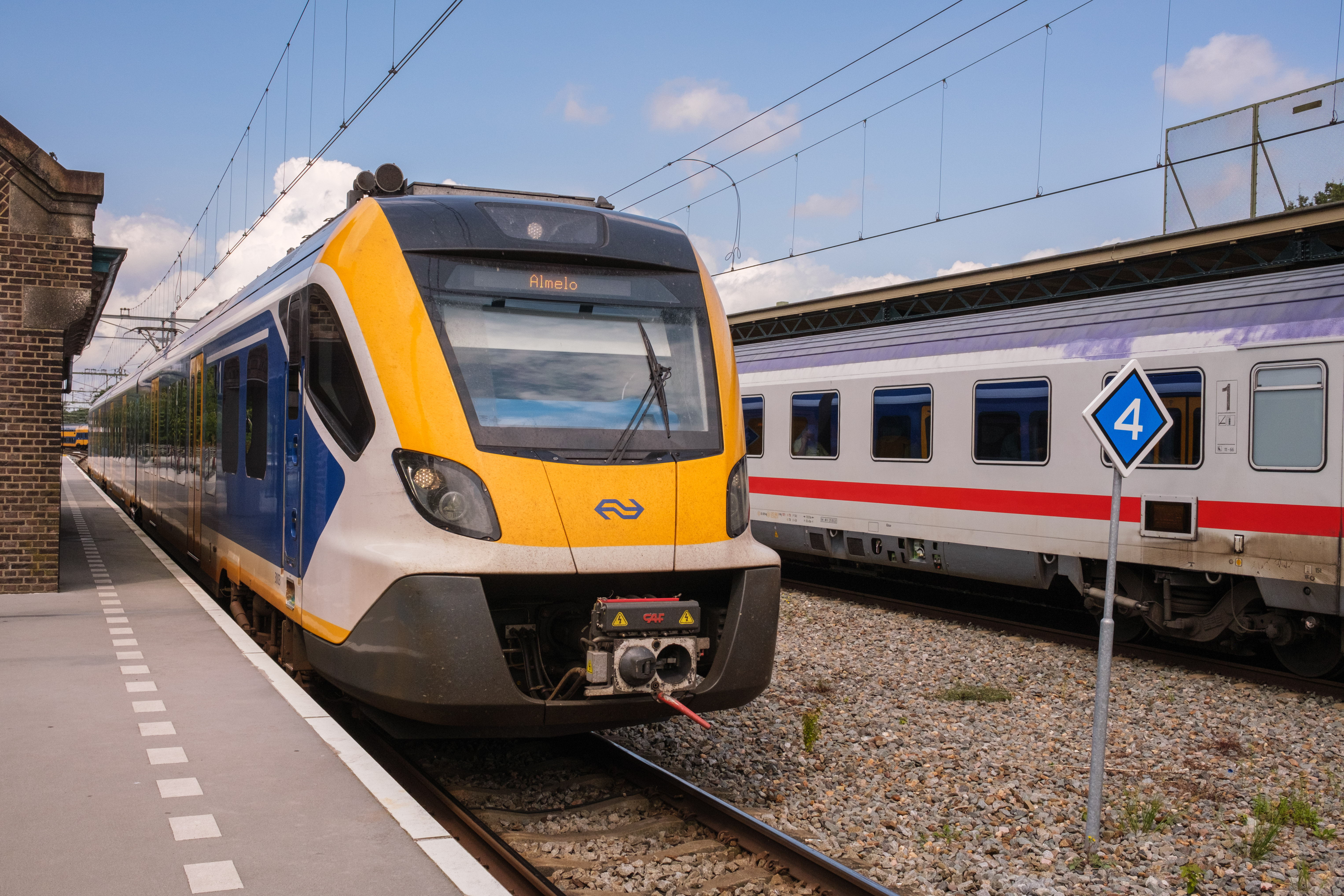
Sprinter op het station
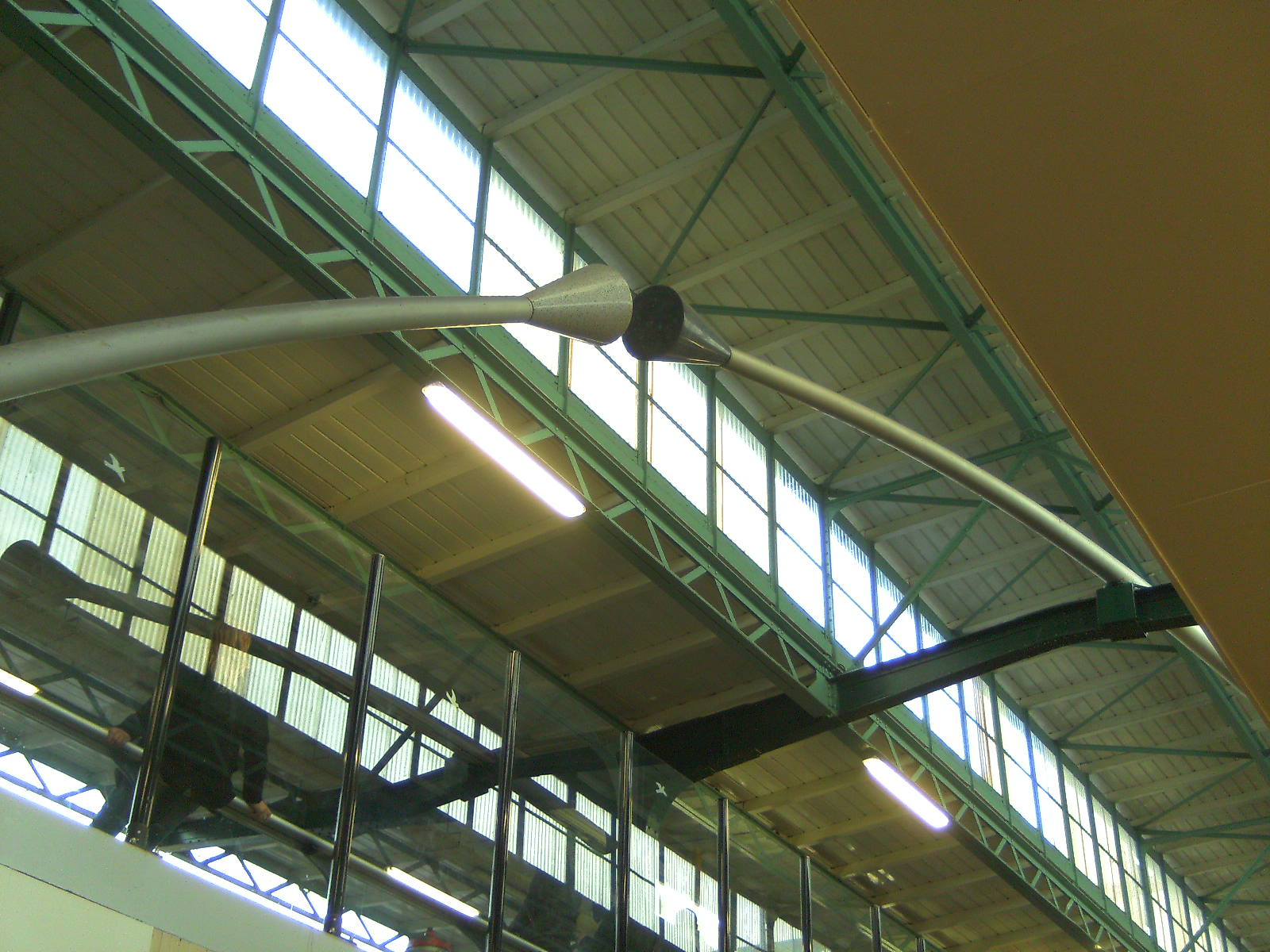
Kunst boven de trap